# Ilmari Aalto
Ilmari Aalto, född den 7 augusti 1891 i Kuopio, död den 29 september 1934, var en finländsk målare och en av landets första kubister under 1910-talet. 
Imari Aalto var medlem i Novembergruppen. Han utbildade sig 1907–1908 på Centralskolan för konstflit i Helsingfors, nuvarande Aalto-universitetets högskola för konst, design och arkitektur och 1908–1911 på Bildkonstakademin i Helsingfors.
Många av hans landskapsmålningar kommer från Tölö i Helsingfors.

## Bildgalleri

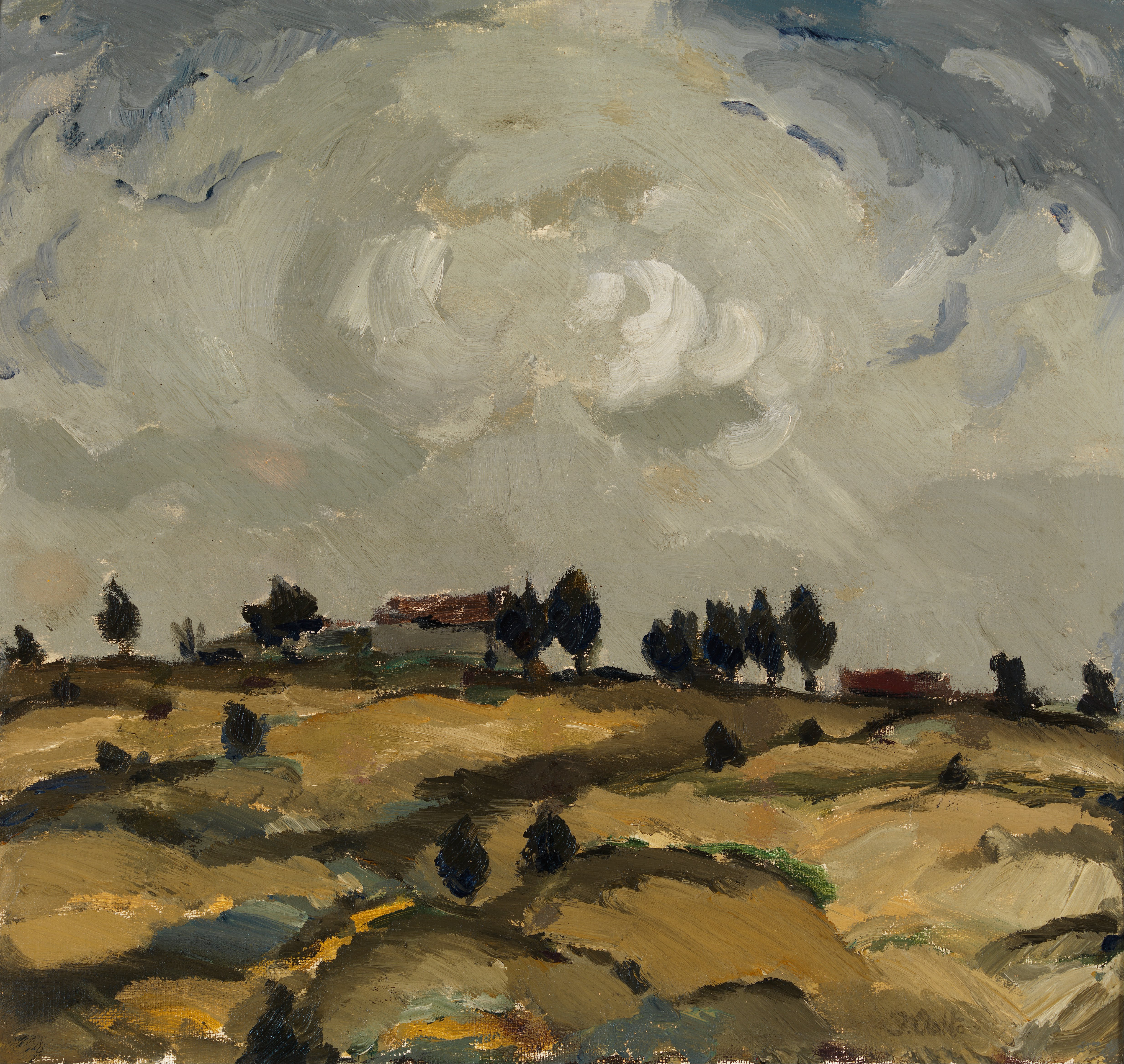
Höstlandskap med moln.
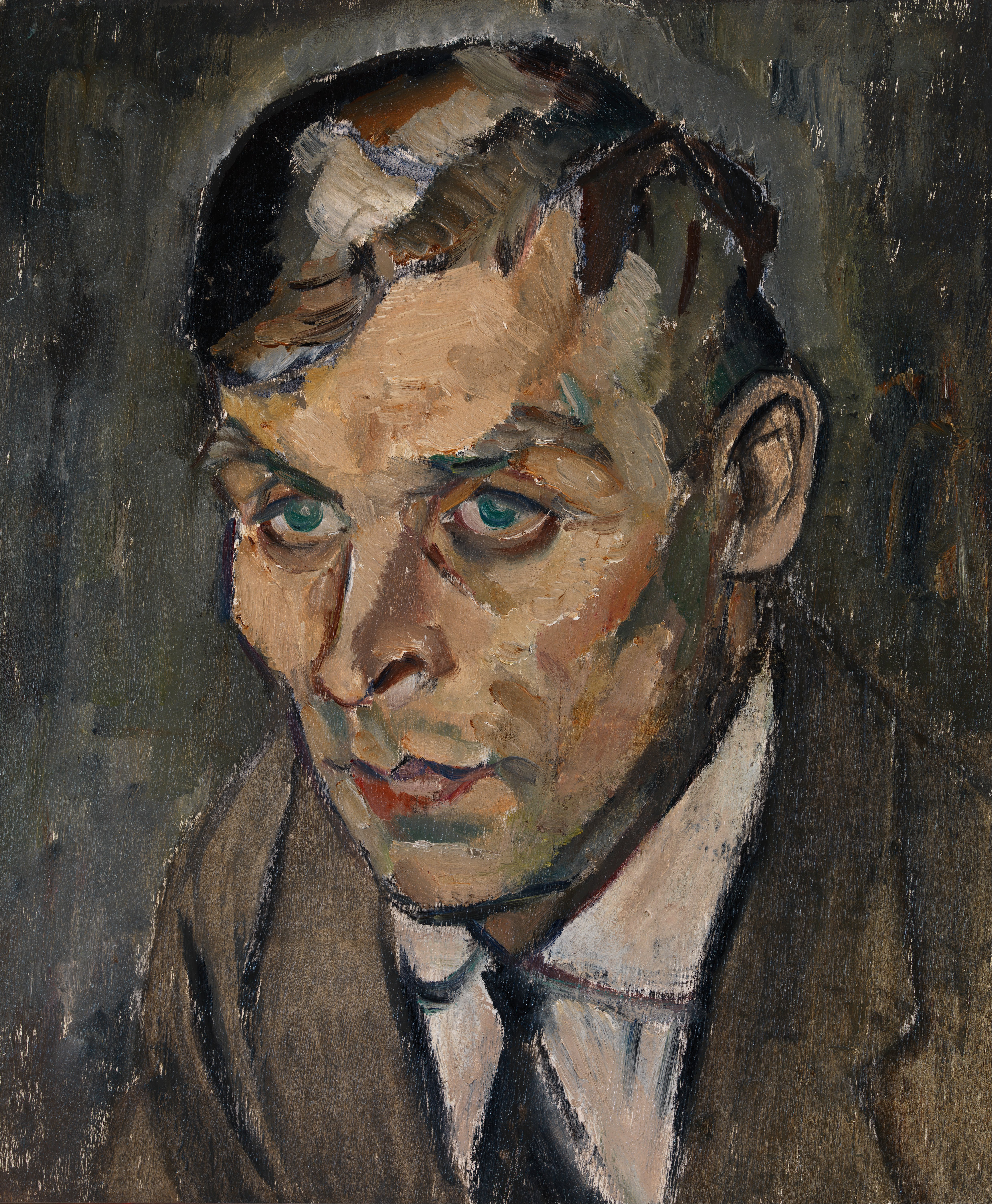
Porträtt av konstnären Väinö Kamppuri.
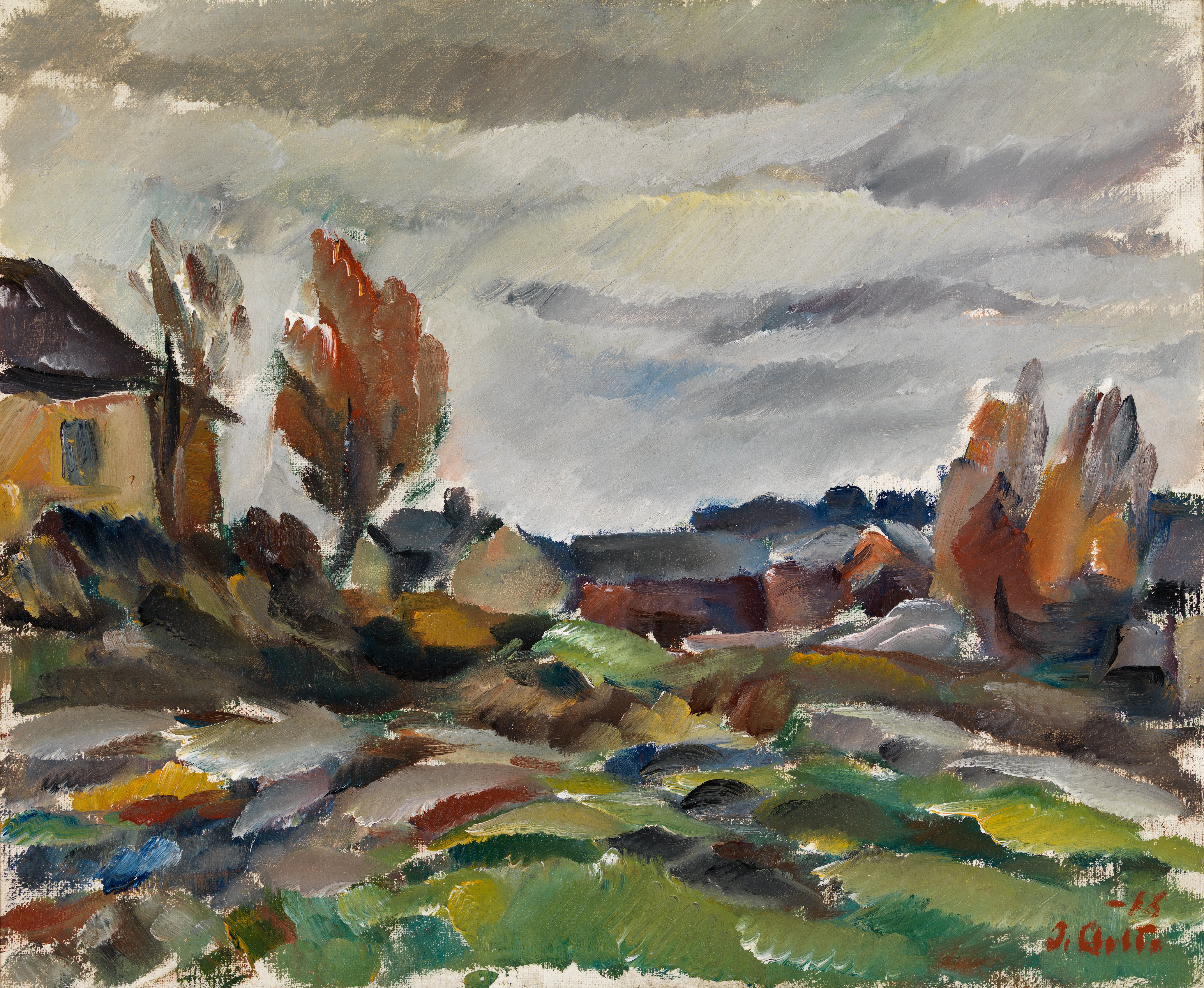
Storm.